# Übertragungswinkel
Der Übertragungswinkel µ ist für die Güte der Bewegungsübertragung in einem  Getriebe maßgebend. Er ist am Gelenkpunkt zwischen dem übertragenden und dem angetriebenen Glied der kleinere Winkel (µ = 0° bis 90°) zwischen den Tangenten an die  Bewegungsbahnen der Glieder. Es handelt sich um einen variablen, von der momentanen Gelenkstellung  abhängigen Wert.
Die Bewegungsübertragung ist bei µ = 90° am größten und ist i. d. R. ausreichend, wenn etwa  µ ≥ 50°  im Bewegungsbereich des Getriebes eingehalten wird.
Bei einem Winkel von µ = 0° befindet sich das Getriebe in einem Totpunkt, wobei zwar theoretisch eine unendlich große Kraft, aber keine Bewegung und somit keine Arbeit übertragen werden kann.